# ماركوس ميلر
ماركوس ميلر (بالإنجليزية: Marcus Miller)‏ (و. 1959  م) هو عازف بيس، وملحن، وعازف كلارينيت، وعازف جاز، وعازف ساكسفون، وعازف قيثارة جاز، ومؤلفو موسيقى تصويرية، ومغني، ومنتج أسطوانات، وعازف غيتار بيس، ومنشد، ومنتج بضائع أمريكي، ولد في نيويورك.

## التعليم
تعلم في ثانوية فيوريلو هـ. لاغوارديا ‏.

## جوائز
حصل على جوائز منها:
- Icon Award ‏ (2013).

## وصلات خارجية
- ماركوس ميلر على موقع IMDb (الإنجليزية)
- ماركوس ميلر على موقع ميوزك برينز (الإنجليزية)
- ماركوس ميلر على موقع بوكس أوفيس موجو (الإنجليزية)
- ماركوس ميلر على موقع أول ميوزيك (الإنجليزية)
- ماركوس ميلر على موقع ديسكوغز (الإنجليزية)
- ماركوس ميلر على موقع قاعدة بيانات الفيلم (الإنجليزية)
- ماركوس ميلر في قاعدة بيانات الأفلام على الإنترنت